# Nova Peris
Nova Peris (Darwin, 25 februari 1971) is een Australisch hockeyster en atlete.
In 1994 werd Peris wereldkampioen hockey. Peris won tijdens de Olympische Zomerspelen 1996 de gouden medaille met de hockeyploeg.
Tijdens de Olympische Spelen van 2000 in eigen land nam Peris deel aan het atletiekprogramma en eindigde met de 4 × 400 m estafetteploeg op de vijfde plaats.
In 2013 werd Peris verkozen tot lid van de Senaat voor de Australian Labor Party.

## Erelijst

### Hockey
- 1993:  Champions Trophy in Amstelveen
- 1994:  Wereldkampioenschap in Dublin
- 1995:  Champions Trophy in Mar del Plata
- 1996:  Olympische Spelen in Atlanta

### Atletiek

#### 100 m
- 1998: 5e Gemenebestspelen in Kuala Lumpur - 11,41 s
- 1999: 5e ¼ fin. WK in Sevilla - 11,36 s

#### 200 m
- 1998:  Gemenebestspelen in Kuala Lumpur - 22,77 s
- 1999: 8e ¼ fin. WK in Sevilla - 22,74 s

#### 400 m
- 2000: 8e ½ fin. Olympische Spelen in Sydney - 52,49 s
- 2001: 6e serie WK in Edmonton - 53,55 s

#### 4 × 100 m
- 1997: 5e ½ fin. WK in Athene - 53,21 s
- 1998:  Gemenebestspelen in Kuala Lumpur - 43,39 s

#### 4 × 400 m
- 2000: 5e Olympische Spelen in Sydney - 3.23,81

- Australian Women's Register: AWE2289b
- World Athletics: 14271480
- International Standard Name Identifier: 0000 0000 3963 4036
- Library of Congress Control Number: nb2004004731
- Nationale bibliotheek van Australië: 58775215
- Trove: 708108
- Virtual International Authority File: 78293469
- WorldCat: E39PBJyGTQpw8KfxK3V88FDH4q